# Kazakhstan europeu

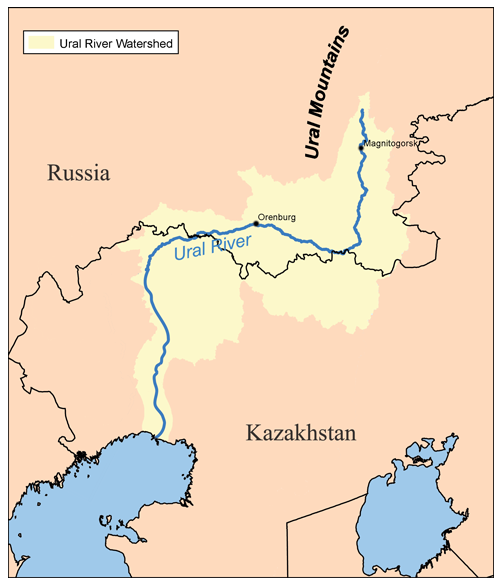
La part europea del Kazakhstan, a l'oest del riu Ural

El Kazakhstan europeu és la part del Kazakhstan que forma part d'Europa. Aquesta regió, que es troba a l'oest del riu Ural, representa aproximadament el 10% del territori kazakh. S'hi troben ciutats com Oral i Atirau. Administrativament, correspon a grans trets a la meitat occidental de les províncies del Kazakhstan Occidental i d'Atirau.
Tingué un paper important en l'acceptació de la selecció de futbol del Kazakhstan com a membre de la UEFA, a més de servir per a acostar políticament el Kazakhstan i la Unió Europea o el Consell d'Europa.